# Kangerlussuaq

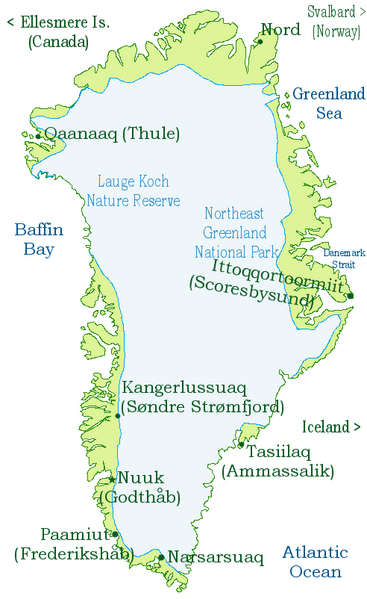
Mapa de Groenlandia.

Kangerlussuaq es una población de Groenlandia, en la municipalidad de Qeqqata. Se encuentra al comienzo de un fiordo que lleva el mismo nombre. Kangerlussuaq es una palabra que en groenlandés significa 'Gran Fiordo'. El lugar también es conocido por su nombre en danés: Søndre Strømfjord. Kangerlussuaq también se conocía como Bluie West Eight durante el período en el que fue una base militar de los Estados Unidos. Además en esta ciudad se encuentra el aeropuerto más importante de Groenlandia.

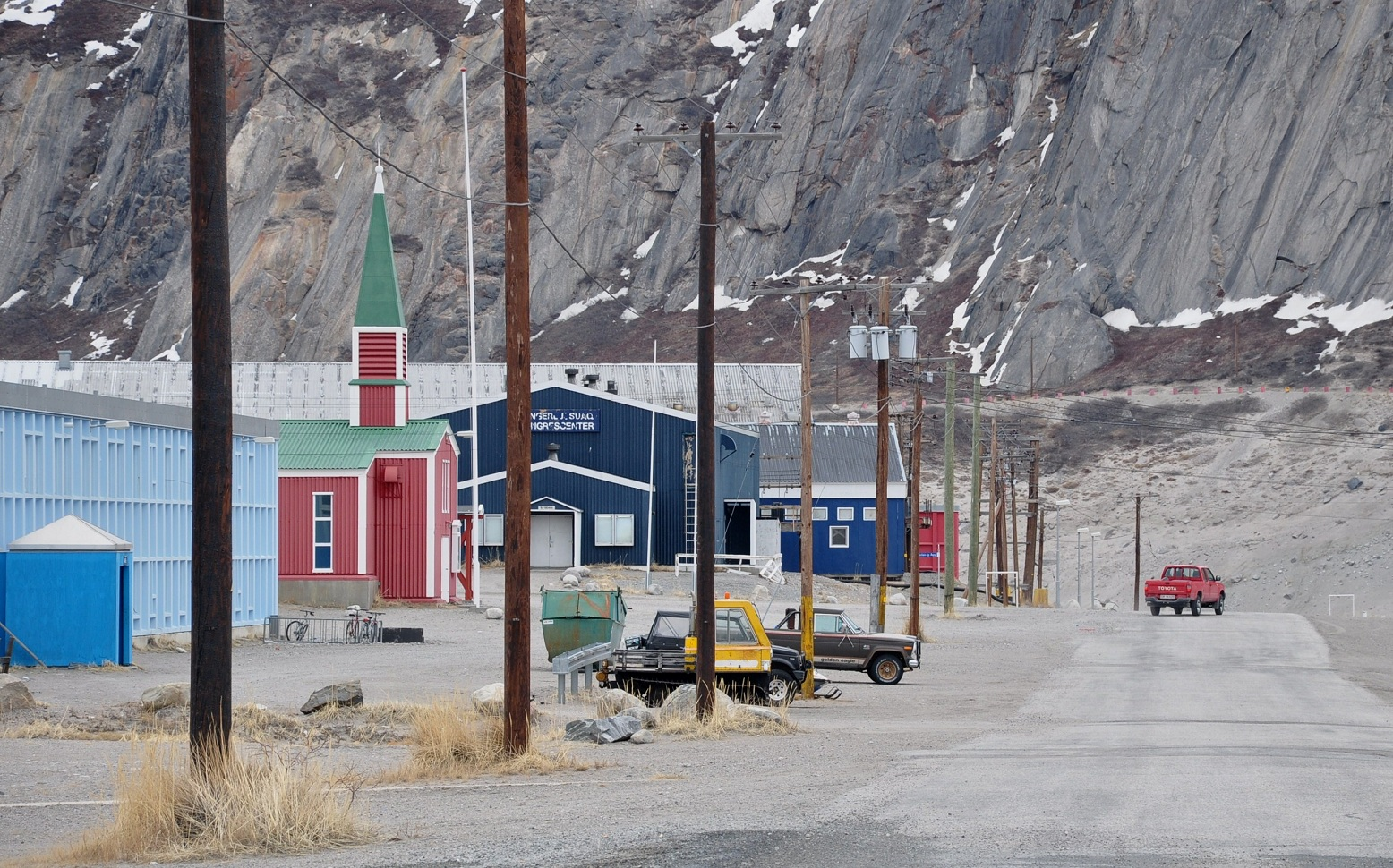
Centro (Avenida Myers) con iglesia.

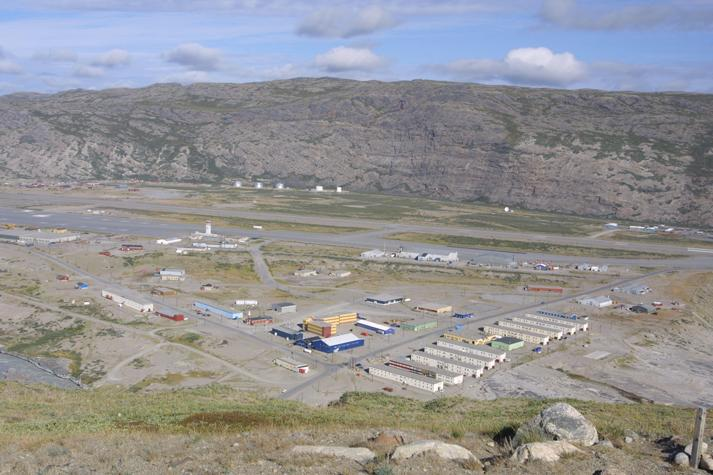
Vista aérea.